# Högsby
Högsby és una localitat de la municipalitat de Högsby al comtat de Kalmar, Suècia amb 1.881 habitants el 2010.
Altres poblacions de la municipalitat de Högsby són Långemåla, Fågelfors, Berga (homònima amb la Berga catalana), Fagerhult. Cap d'elles té més de 500 habitants.

## Högsby Tätort
El poble de Högsby és la seu de la municipalitat de Högsby. Té un supermercat, Karlsson Varuhus,
Un museu sobre l'actriu Greta Garbo, hi va ser obert el 1998, al centre de Högsby. La mare de l'actriu era de Högsby. Bokhultet és una reserva natural situada als afores de Högsby